# Guardia costiera libica
La Guardia costiera libica (in inglese Libyan Coast Guard) fa parte della Al-Quwwāt al-Baḥriyya al-Lībiyya; a esso sono affidati compiti relativi agli usi civili del mare, svolti in dipendenza funzionale dal Ministero della Difesa.
Le funzioni sono: la salvaguardia della vita umana in mare, la sicurezza della navigazione e del trasporto via mare, delle attività che si svolgono nei porti e lungo i litorali.
Al 2015 il Corpo dispone di un organico di circa 1.000 unità, provenienti in massima parte tra le file delle milizie locali (spesso coinvolte nel traffico di esseri umani).

## Storia
La Guardia costiera libica cosi come la Marina militare libica hanno avuto il loro massimo splendore, sempre inferiore rispetto alle altre componenti delle forze armate libiche, verso gli anni '80. La situazione peggiorò agli inizi degli anni duemila e il Ministero della Difesa libico iniziò a guardare alla Russia e all'Italia per fare acquisti. Tant'è che nel 2002 l'Italia condusse l'esercitazione Gabbiano (in libico: Nauras) per addestrare i marinai libici. Furono usati mezzi in pessime condizioni rispetto alle nuovissime unità del COMFORPAT. 
Nel 2006, a causa dell'embargo per la strage di Lockerbie, anche la Guardia costiera si trovò pressoché senza mezzi.
Durante la guerra civile libica le poche unità rimaste furono disarticolate o impossibilitate a operare dalle forze NATO.
Il 2 febbraio 2017, Paolo Gentiloni, allora primo ministro, e Fayez al-Sarraj firmarono il Memorandum Italia-Libia del 2017, un trattato bilaterale, definito per esteso "Memorandum d'intesa sulla cooperazione nel campo dello sviluppo, del contrasto all'immigrazione illegale, al traffico di esseri umani, al contrabbando e sul rafforzamento della sicurezza delle frontiere tra lo Stato della Libia e la Repubblica Italiana", sottoscritto durante la crisi europea dei migranti e della seconda guerra civile in Libia. Nel trattato, il governo italiano si impegna in aiuti economici e supporto tecnico alla Guardia costiera libica per arginare il traffico di migranti attraverso il Mar Mediterraneo, mentre la Libia accetta di migliorare i centri di accoglienza per migranti. Il Memorandum è valido per tre anni. Il 2 febbraio 2020, è stato prolungato automaticamente per altri tre anni.
Il 15 luglio 2021, la camera dei deputati italiana ha approvato la delibera che proroga le missioni all'estero tra cui vi sono operazione Mare Sicuro e la europea Irini oltre a rifinanziare il sostegno alla guardia costiera libica. Rispetto al 2020, anche le risorse previste per le missioni navali sono state aumentate.

## Organizzazione e struttura
Ha dipendenza funzionale dal Ministero delle interno libico e dal Ministero della difesa. Al vertice vi è Comando generale per la sicurezza costiera che ha sede a Tripoli. La carica è ricoperta da un Commodoro che rappresenta il comandante generale del corpo.
Attualmente alle dipendenze del Ministero dell'Interno libico, troviamo:
- GACS ovvero General Administration for Coastal Security

- GASBCP ovvero General Administration for the Security of Border Crossing Point

- DCIM ovvero General Directorate for Combating Illegal Immigration

- NCC ovvero National Coordination Centre

Alle dipendenze del Ministero della Difesa libico, troviamo:
- LCGPS ovvero Libyan Coast Guard and Port Security

- LBG ovvero Land Border Guard

- MRCC ovvero Maritime Rescue Coordination Centre

- BMWG ovvero Border Management Working Group

- Local Authorities[7]

## Mezzi utilizzati
La Guardia costiera libica ha ricevuto quattro unità risalenti a un vecchio contratto del 2009, quando c'era ancora Muʿammar Gheddafi. Nell'autunno del 2018, altre due unità Classe Corrubia Iª Serie sono state cedute, presso il porto di Messina dove sono stati addestrati gli equipaggi, dalla Guardia di finanza e quattro Classe 500 (ne erano previste dieci) 
cedute dal guardia costiera italiana. Il 2 novembre 2019, in occasione del 57º anniversario della costituzione della Marina militare libica si è svolta, presso la Tripoli Naval Base, la consegna di 10 motovedette Classe 500 appartenute alla guardia costiera italiana per incrementare le capacità di SAR. Al 15 luglio 2021, risulta che sono state consegnate altre venti di nuova costruzione.
| Sigla               | Nave                | Immagine            | Tipo                | Classe                   | Dislocamento        | Anno di entrata in servizio | Base                | Anno di prevista dismissione | Note |
| Componente costiera | Componente costiera | Componente costiera | Componente costiera | Componente costiera      | Componente costiera | Componente costiera         | Componente costiera | Componente costiera          | Componente costiera |
| ------------------- | ------------------- | ------------------- | ------------------- | ------------------------ | ------------------- | --------------------------- | ------------------- | ---------------------------- | --- |
| 644                 | Zuwara              |                     |                     | Classe Bigliani          |                     |                             |                     |                              | |
| 648                 | Ras Jadir           |                     |                     | Classe Bigliani          |                     |                             |                     |                              | |
| 654                 | Sabratha            |                     |                     | Classe Bigliani          |                     |                             |                     |                              | |
| 656                 | Ras Aghadir         |                     |                     | Classe Bigliani          |                     |                             |                     |                              | |
|                     |                     |                     |                     | classe 500               |                     |                             |                     |                              | [ 11 ] |
|                     |                     |                     |                     | classe 500               |                     |                             |                     |                              | [ 11 ] |
|                     |                     |                     |                     | classe 500               |                     |                             |                     |                              | [ 11 ] |
|                     |                     |                     |                     | classe 500               |                     |                             |                     |                              | [ 11 ] |
|                     |                     |                     |                     | classe 500               |                     |                             |                     |                              | [ 11 ] |
|                     |                     |                     |                     | classe 500               |                     |                             |                     |                              | [ 11 ] |
|                     |                     |                     |                     | classe 500               |                     |                             |                     |                              | [ 11 ] |
|                     |                     |                     |                     | classe 500               |                     |                             |                     |                              | [ 11 ] |
|                     |                     |                     |                     | classe 500               |                     |                             |                     |                              | [ 11 ] |
|                     |                     |                     |                     | classe 500               |                     |                             |                     |                              | [ 11 ] |
| 658                 | Fezzan              |                     | motovedetta         | Classe Corrubia Iª Serie |                     |                             |                     |                              | ex G.90 Corrubia ceduta alla guardia costiera libica il 21/10/2018                                                                     |
| 660                 | Obari               |                     | motovedetta         | Classe Corrubia Iª Serie |                     |                             |                     |                              | ex G.91 Giudice ceduta alla guardia costiera libica. La motovedetta saprò al peschereccio Aliseo, ferendo lievemente il capitano       |
| P201                |                     |                     | motovedetta         |                          | 155 t.              |                             |                     |                              | Costruito nel 2010 presso il Cantiere Navale Vittoria. Nel 2019, lo Stato italiano ha stanziato 1,17 milioni di euro per il refitting. |
| P300                |                     |                     | motovedetta         |                          |                     |                             |                     |                              | |
| P301                |                     |                     | motovedetta         |                          |                     |                             |                     |                              | |

- numero sconosciuto di V.5800, ex Guardia di finanza

- numero sconosciuto di Classe 600, ex Arma dei carabinieri

- numero sconosciuto di V.6000 Classe Levriero, ex Guardia di finanza

- numero sconosciuto di V.A.I. 200 e V.A.I. 500, ex Guardia di finanza[15]

- numero sconosciuto di   Classe 5000, ex Guardia di finanza

- numero sconosciuto di   G.L. 1400, ex Guardia di finanza

- numero sconosciuto di   Crestitalia, ex Polizia di stato

- numero sconosciuto di Classe 800 Codecasa, ex Guardia costiera italiana